# Pierre Cogan
Pour les articles homonymes, voir Cogan.
Pierre Cogan, né le 10 janvier 1914 à Keriaquer en Pluneret, près de la commune d'Auray dans le Morbihan et mort le 4 janvier 2013 dans la même ville, est un coureur cycliste français des années 1930-50.

## Biographie
Professionnel de 1935 à 1951
, il remporte notamment le Grand Prix de Plouay en 1936 et le Grand Prix des Nations (sorte de championnat du monde du contre-la-montre) en 1937. Il a la particularité d'avoir été parmi les meilleurs du Tour de France avant et après la Seconde Guerre mondiale.
Au cours de sa carrière, Pierre Cogan dispute sept Tours de France avec six classements parmi les vingt premiers. Il est ainsi onzième du Tour de France 1935, premier de la catégorie des touristes-routiers (concurrent individuel), et il obtient son meilleur classement pour celui de 1950, en septième position. En 1939, l'Armée ne l'autorise pas à se présenter au départ malgré l'obtention de sa sélection au sein de l'équipe de l'Ouest. Il dispute son dernier Tour de France en 1951 et en prend la 19e place.
Outre ses succès lors de Tours de France, son palmarès compte des victoires lors du Grand Prix de Plouay en 1936, de deux étapes du Paris-Nice la même année et du Grand Prix des Nations en 1937. Il remporte aussi les championnats de France militaires en 1938 et une étape du Critérium du Dauphiné en 1949, au sommet du mont Ventoux.
Il fut fait prisonnier trois fois pendant la guerre et s'est échappé deux fois, puis a fini par se réfugier du côté de Saint-Etienne pour continuer de courir en France libre. 
À la fin de sa vie, il est le doyen des participants du Tour de France et des anciens membres de l'équipe de France, dont il a porté les couleurs en 1936. Pierre Cogan s'éteint dans sa ville natale le 5 janvier 2013, âgé de 98 ans.
Son frère Joseph (1917-2004) a été lui aussi coureur professionnel entre 1936 et 1942.

## Palmarès
| - 1935 - Circuit du Bocage vendéen - 3e de Nantes-Saint-Nazaire-Nantes - 1936 - Grand Prix de Plouay - 1re et 6e étapes de Paris-Nice - Nantes-Saint-Nazaire-Nantes - Circuit du Bocage de Bressuire - Circuit des Deux-Sèvres : - Classement général - 1re étape - 3e du Circuit de l'Aulne - 1937 - Grand Prix des Nations - Circuit de l'Aulne - Nantes-Saint-Nazaire-Nantes - 6e étape du Circuit du Sud-Ouest - 1938 - Champion de France militaires sur route - Circuit de l'Aulne - 1939 - 2e de Marseille-Toulon-Marseille - 1941 - 2e du Critérium national (zone libre) - 1942 - Course de côte du mont Faron - 2e étape du Circuit des villes d'eaux d'Auvergne - 3e de Limoges-Vichy-Limoges - 3e du Grand Prix des Nations (zone libre) | - 1943 - Vichy-Limoges - 2e de la Course de côte du mont Faron - 2e du Circuit du Midi - 1944 - 3e du Grand Prix du Pneumatique - 1945 - Saint-Étienne-Montluçon - 2e de Paris-Limoges - 2e de l'Omnium de la Route - 1946 - Circuit des Landes - 2e du Manche-Océan - 3e du Grand Prix de Plouay - 1947 - 7e du Critérium du Dauphiné libéré - 1949 - 4e étape du Critérium du Dauphiné libéré - 2e du Tour de Corrèze - 2e du Circuit boussaquin - 6e du Critérium du Dauphiné libéré - 10e du Tour de France - 1950 - 2e du Grand Prix de Nice - 7e du Tour de France |  |

## Résultats sur le Tour de France
7 participations
- 1935 : 11e
- 1936 : 16e
- 1947 : 12e
- 1948 : abandon (12e étape)
- 1949 : 10e
- 1950 : 7e
- 1951 : 19e

## Résultats sur le Tour d'Italie
- 1950 : abandon